# Leipziger Platz 12
Leipziger Platz 12 era l'indirizzo di un ex palazzo progettato da Friedrich Hitzig a Berlino, in Germania. Situato nell'elegante Leipziger Platz, l'edificio ospitò la legazione britannica dal 1859 al 1878 e l'ambasciata turca dal 1878 al 1896. L'edificio fu poi demolito.
Fino al completamento della nuova ambasciata canadese nel 2005, questo fu l'unico edificio diplomatico ad essere stato edificato nella piazza.